# Castellaroïta
La castellaroïta és un mineral de la classe dels arsenats.

## Característiques
La castellaroïta és un element químic de fórmula química Mn²⁺₃(AsO₄)₂(H₂O)₄·₀.₅H₂O. Va ser aprovada com a espècie vàlida per l'Associació Mineralògica Internacional l'any 2015. Cristal·litza en el sistema monoclínic. És incolora i la seva duresa a l'escala de Mohs és 3,5. Està relacionada estructuralment amb la metaswitzerita. Una forma mineral més hidratada és la manganohörnesita.

## Formació i jaciments
La localitat tipus és compartida entre dos indrets, la Mina Monte Nero, situada al municipi Rochetta Vara de la província La Spezia (Ligúria) i a la vall del Maira a la província de Cuneo (Piemont), ambdós a Itàlia.